# Robert Sénéchal
Robert Sénéchal, francoski dirkač, * 1892, Francija, † 30. julij 1985, Francija.
Robert Sénéchal se je rodil leta 1892. Na dirkah za Veliko nagrado je prvič nastopil v sezoni 1922, ko je na dirki Bol d´Or odstopil. V sezoni 1924 je najprej osvojil dve zaporedni drugi mesti na dirkah Velika nagrada Boulogna in Coupe Georges Boillot, nato pa še dve zaporedni zmagi na dirkah Velika nagrada Routes Pavéesa in Bol d´Or. Na dirki Bol d´Or je dosegel še tretje mesto v sezoni 1925, v sezoni 1926 pa je dosegel drugo mesto na prvenstveni dirki za Veliko nagrado San Sebastiána, ki ga je dosegel skupaj z Edmondom Bourlierjem na svoji prvi dirki za moštvo Automobiles Delage z dirkalnikom Delage 15S8. Kasneje v sezoni je dosegel še zmago na prvenstveni dirki za Veliko nagrado Velike Britanije skupaj z Louisem Wagnerjem, kar je najprestižnejša zmaga v njegovi karieri, ponovno pa je zmagal na dirki Bol d´Or. Svojo zadnjo zmago v karieri je dosegel na vztrajnostni dirki za 24 ur Spaja 1927, po dirki za Veliko nagrado Francije v sezoni 1931, na kateri je bil peti, se je upokojil kot dirkač. Umrl je leta 1985.